# Casa de Attoway R. Davis
La Casa de Attoway R. Davis, también conocida como la Cabaña de Attoway Davis, es una residencia histórica ubicada en Eutaw, Alabama, Estados Unidos.

## Historia
El bloque principal es una I-house de dos pisos, construida en 1817. Es la casa aún sobreviviente más antigua de Eutaw. Justo enfrente de este bloque principal hay una cabaña de dos habitaciones, construida en 1840. Posteriormente, la parte trasera de la cabaña se conectó directamente con la parte delantera del bloque principal. Un médico construyó una oficina de una habitación en el terreno en 1850; más tarde se adjuntó al costado de la cabaña de dos habitaciones. La casa se colocó en el Registro Nacional de Lugares Históricos como parte de los Recursos Temáticos de Casas Antebellum en Eutaw el 2 de abril de 1982, debido a su importancia arquitectónica. Fue restaurado por Ralph y Diana Liverman y ahora sirve como bed and breakfast.